# Algernon Sidney

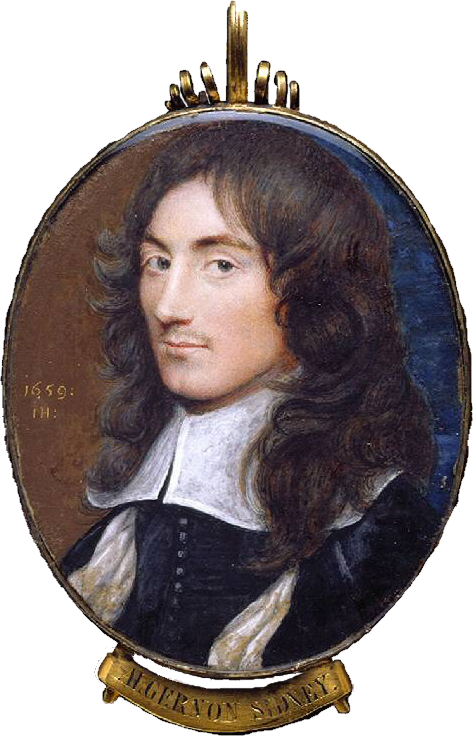
Algernon Sidney, 1659

Algernon Sidney of Sydney (Londen, 14 of 15 januari 1623 - aldaar, 7 december 1683) was een Engels parlementariër, politiek filosoof en militair.
Zijn belangrijkste werk is Discourses Concerning Government. Hierin verwerpt hij het principe van het droit divin, dat stelt dat het koninklijk gezag door god is gelegitimeerd. Sidney introduceerde het idee van een burgerlijke regering die met instemming van het volk regeert, en stelde dat burgers het recht hebben om een corrupte regering af te zetten.
Sidney was lid van het Lagerhuis onder koning Karel I en ten tijde van de republikeinse Engelse Gemenebest. Na het herstel van de monarchie in 1660 probeerde hij tevergeefs om, onder andere in de Republiek der Zeven Verenigde Nederlanden, steun te vinden voor een republikeinse opstand in Engeland. Hij werd in 1683 beschuldigd van deelname aan een samenzwering tegen koning Karel II. De voor die tijd zeer radicale tekst van Discourses Concerning Government werd door de aanklager tijdens het proces opgevoerd als getuige. Sidney werd schuldig bevonden aan verraad en terechtgesteld.
Hij wordt na John Locke gezien als de invloedrijkste politiek filosoof in Groot-Brittannië en koloniaal Amerika in de 17e en 18e eeuw. Discourses Concerning Government heeft in Engeland invloed gehad op de Glorious Revolution en de ontwikkeling van de constitutionele monarchie, en in Amerika op de Onafhankelijkheidsverklaring.

## Engelse Burgeroorlog
Sidney was de zoon van Robert Sidney, 2e graaf van Leicester, en Dorothy Percy, dochter van Henry Percy, 9e graaf van Northumberland. Zijn oudoom was de beroemde Philip Sidney, dichter, hoveling en soldaat in dienst van Elizabeth I van Engeland, die in 1586 was overleden aan verwondingen opgelopen tijdens de Slag bij Warnsveld.
Tijdens de Engelse Burgeroorlog was Sidney in dienst in het parlementaire leger. Hij werd luitenant-kolonel in het cavalerieregiment van Edward Montague, de 2e graaf van Manchester. Hij nam deel aan de Slag bij Marston Moor in 1644. Hij werd later benoemd tot kolonel van het regiment, maar nam ontslag wegens gezondheidsproblemen.
In 1645 werd Sidney verkozen in het Long Parliament als parlementslid voor Cardiff. In de periode 1646-1648 was hij eerst Lord Lieutenant of Ireland en daarna gouverneur van het strategisch belangrijke Dover Castle. In de conflicten tussen het parlement en koning Karel I was hij tegen het sluiten van een compromis. Hij was een van de parlementariërs die tijdens het proces tegen de koning een oordeel moest vellen. Hij was aanvankelijk tegen de beslissing om de koning te executeren omdat hij dat niet rechtmatig of verstandig vond. In 1649 was hij van mening veranderd en verklaarde hij dat de executie van de koning de 'rechtvaardigste en dapperste daad was die ooit in Engeland was verricht'. Tot 1652 hield hij zich vooral bezig met buitenlandse zaken.
In 1653 liet Lord Protector Oliver Cromwell het parlement ontbinden. Sidney weigerde het parlementsgebouw te verlaten tot Cromwells soldaten dreigden hem met fysiek geweld te verwijderen. Hij beschouwde Cromwell als een tiran, maar vond de republikeinse Engelse Gemenebest (Commonwealth) wel een krachtdadige verdediger van de nationale belangen, dit in tegenstelling tot de militair zwakke Stuart-koningen.
Na de dood van Cromwell in 1658 werd het parlement weer bijeengeroepen en nam Sidney zijn zetel weer in. In de jaren 1659-1660 maakte hij als ambassadeur deel uit van een Engels-Nederlandse delegatie die bemiddelde tussen Denemarken en Zweden, omdat oorlog in het Oostzeegebied nadelig was voor de bevoorrading van de marines van Engeland en de Republiek der Zeven Verenigde Nederlanden. Denemarken, Zweden, Frankrijk, Engeland en de Republiek ondertekenden op 27 mei 1660 een vredesverdrag. Sidney stond bekend als een krachtige maar onconventionele diplomaat.

## Herstel van de monarchie en ballingschap
Sidney was in het buitenland toen de Engelse monarchie in 1660 werd hersteld. Het Parlement erkende Karel II als souverein en Sidney vond dat hij de koning daarom als onderdaan dienstbaarheid verschuldigd was. Hij bleef veiligheidshalve in ballingschap omdat hij in het verleden de executie van Karel I, de vader van de nieuwe koning, had verdedigd. In 1663 en 1665 was Sidney het doelwit van moordaanslagen.
Tijdens zijn ballingschap bezochten Sidney en andere Engelse republikeinen Nederland en probeerden zij raadpensionaris Johan de Witt ervan te overtuigen een invasie van Engeland en Schotland te steunen, zodat er opnieuw een Engelse republiek kon worden gesticht. De Witt dacht niet dat het plan kans van slagen had, maar stemde in met Nederlandse aanvallen op de Engelse handel en de Engelse vloot. Medio 1666 was Sidney in Parijs, waar hij onderhandelde met Lodewijk XIV die hij een grote opstand in Engeland beloofde. Net als De Witt twijfelde ook de Franse koning aan de haalbaarheid van de plannen, maar hij gaf Sidney wel beperkte financiële steun.

## Politiek filosoof

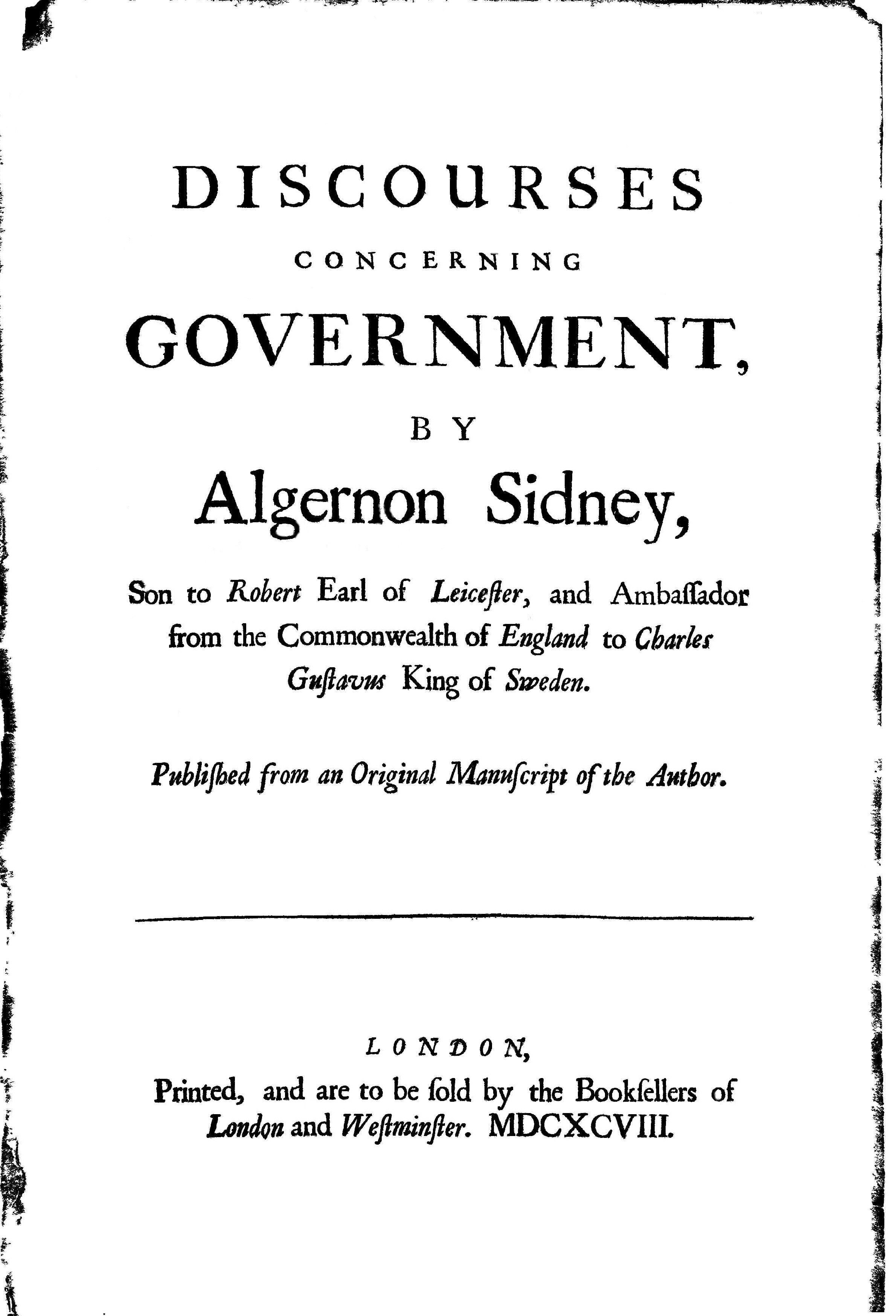
Titelpagina van Discourses concerning government

In 1665-66 schreef Sidney het politiek-filosofische werk Court Maxims, waarin hij pleitte voor het terugdraaien van de restauratie van de Engelse monarchie. Dit manuscript bleef lang onbekend en werd pas in 1996 voor het eerst gepubliceerd.
Zijn Discourses Concerning Government werd na 1680 geschreven als antwoord op Robert Filmer's boek Patriarcha, een verdediging van de absolute monarchie en het droit divin: een politiek systeem waarin alle regeringsbevoegdheden uitsluitend bij de koning berusten en deze macht hem door god is verleend. Sidney geloofde dat individuen het recht hebben om hun eigen regeringsvorm te kiezen en dat het volk altijd de macht behield om een corrupte regering af te zetten. Hij stelde ook dat een legitieme burgerlijke regering alleen kan worden gevormd met algemene en vrijwillige instemming van het volk. Verder meende hij dat de overheid beperkte bevoegdheden moest hebben. De hoofddoelen van een regering waren in zijn visie het garanderen van een functionerend rechtssysteem en zorgen voor de veiligheid van de burgers. Als een regering er niet in slaagde om deze kerntaken te vervullen, hoefden de burgers de regering niet meer te gehoorzamen. Discourses Concerning Government werd tijdens Sidney's leven niet gepubliceerd.

## Terugkeer naar Engeland
Sidney keerde begin september 1677 terug naar Engeland om zijn stervende vader te bezoeken. Hij raakte verwikkeld in een juridische strijd met zijn broers over zijn erfdeel, waardoor hij lang in Engeland moest blijven. Daar raakte hij ook weer betrokken bij de politiek. Sidney streefde naar een verbond van Engelse en Nederlandse republikeinen tegen de alliantie van het Huis Stuart en het Huis Oranje-Nassau. Hij speelde een rol bij het ten val brengen van eerste minister Thomas Osborne, Lord Danby, in december 1678. Hiervoor ontving hij een bedrag van duizend gienjes van de Fransen.
Na de ontbinding van het parlement door Karel II in 1681 hielp Sidney bij het schrijven van de verklaring A Just and Modest Vindication of the Proceedings of the Two Last Parliaments. Hij sloot zich aan bij Lord Shaftesbury en anderen in een complot tegen wat zij als koninklijke tirannie zagen. Hij was in 1683 betrokken bij de Rye House-samenzwering, een plan om Karel II en zijn broer, de latere koning Jacobus II, te vermoorden.

## Proces en executie

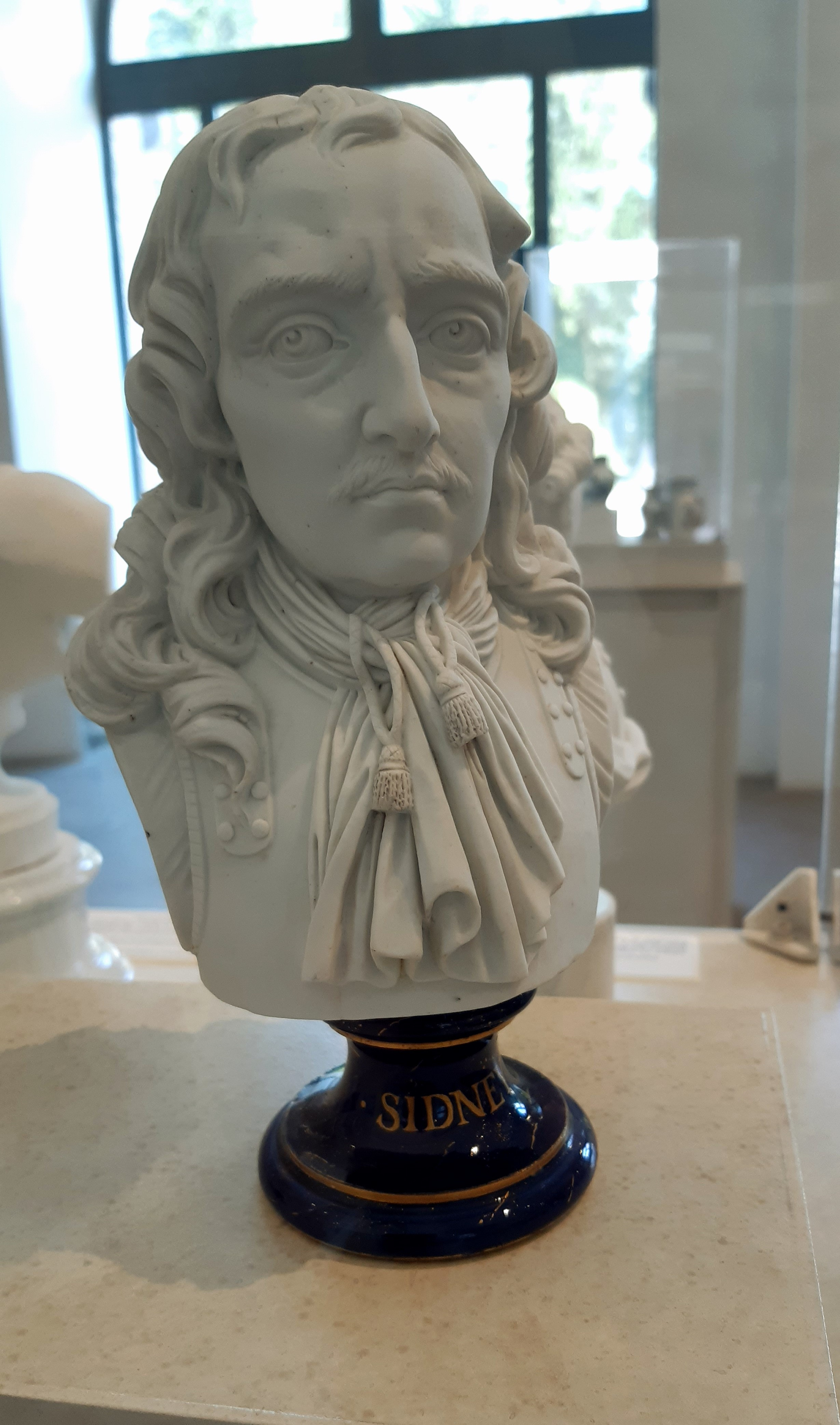
Borstbeeld van Algernon Sidney in het Musée de la Révolution française

Op 25 juni 1683 werd een arrestatiebevel tegen Sidney uitgevaardigd. Zijn papieren werden in beslag genomen, waaronder het manuscript van Discourses Concerning Government. Hij werd berecht op 7 november 1683. De aanklager had maar één getuige: William Howard, 3e baron Howard van Escrick. Aangezien de wet bepaalde dat er twee getuigen nodig waren, voerde de staat Sidney's niet gepubliceerde geschrift Discourses op als tweede getuige, onder het motto "Scribere est agere" ("schrijven is handelen"). De aanklager beschreef de tekst als een poging om het volk in opstand te laten komen tegen de koning. Sidney antwoordde dat zijn woorden uit hun verband waren gerukt en dat hij het recht had te schrijven wat hij wilde, zolang hij het maar niet publiceerde. Hij werd schuldig bevonden aan verraad en op 26 november 1683 ter dood veroordeeld. Genadeverzoeken werden door de koning afgewezen.
Sidney werd op 7 december 1683 op Tower Hill onthoofd. Op het schavot betoogde hij dat zijn veroordeling onwettig was en herhaalde hij zijn bezwaren tegen de absolute monarchie. Hij is begraven in Penshurst in Kent, waar hij was opgegroeid.

## Nagedachtenis
Na zijn dood werd Sidney vooral in Amerika vereerd als een martelaar van het democratische gedachtegoed en het slachtoffer van een tirannieke koning. Zijn reputatie kreeg een klap toen in 1771 bekend werd dat hij betaald was door Lodewijk XIV.
Waarschijnlijk heeft alleen John Locke meer invloed gehad op het politieke denken in Groot-Brittannië en koloniaal Amerika in de 17e en 18e eeuw. Sidney's ideeën over de regering beïnvloedden het ontstaan en het verloop van de Glorious Revolution die leidde tot het invoeren van een constitutionele monarchie in Groot-Brittannië. Discourses Concerning Government wordt ook gezien als een tekst die van cruciaal belang was voor de Amerikaanse Onafhankelijkheidsverklaring.

## Wetenswaardigheden
- De wapenspreuk van de staat Massachusetts - Ense petit placidam sub libertate quietem - is een citaat van Algernon Sidney. Het is een verkorte versie van Manus haec inimica tyrannis ense petit placidam sub libertate quietem (Deze hand, vijand van tirannen, zoekt door het zwaard vrede met vrijheid.) Hij schreef dit in het gastenboek van de universiteit van Kopenhagen tijdens zijn bezoek aan Denemarken en Zweden in 1659-1660; het verwijst naar zijn beroemde familielid Philip Sidney.[1]
- Sidney was enige tijd de minnaar van Lucy Walter, die later de maîtresse van Karel II zou worden.

- Biblioteca Nacional de España: XX1757841
- Bibliothèque nationale de France: cb12295784n (data)
- Biografisch Portaal: 22609685
- CiNii: DA06524194
- Gemeinsame Normdatei: 118907158
- International Standard Name Identifier: 0000 0001 0774 2902
- Library of Congress Control Number: n79058307
- Bibliotheek van het Japanse parlement: 00621474
- Nationale Bibliotheek van Tsjechië: jn20000701633
- Nationale bibliotheek van Australië: 35897253
- Nationale Bibliotheek van Israël: 987007267891905171
- Nederlandse Thesaurus van Auteursnamen: 071943986
- SNAC: w64t6wt4
- Système universitaire de documentation: 031812317
- Trove: 1136414
- Virtual International Authority File: 71455359
- WorldCat: E39PBJgmHw3KY9jJGVkpRMp9Dq